# USS Johnston (DD-557)
USS Johnston (DD-557) là một tàu khu trục lớp Fletcher được Hải quân Hoa Kỳ chế tạo trong Chiến tranh Thế giới thứ hai. Nó là chiếc tàu chiến đầu tiên của Hải quân Mỹ được đặt theo tên Trung úy Hải quân John V. Johnston (?-1912), sĩ quan hải quân từng tham gia cuộc Nội chiến Hoa Kỳ. Con tàu trở nên nổi tiếng khi đã hoạt động anh dũng và bị đánh chìm trong Trận chiến ngoài khơi Samar ngày 25 tháng 10 năm 1944. Cho dù chỉ trang bị hải pháo 5 in (127mm) và ngư lôi, nó dẫn đầu một nhóm nhỏ tàu khu trục và tàu khu trục hộ tống ngăn chặn Lực lượng Trung tâm hùng hậu của Nhật Bản, bao gồm nhiều thiết giáp hạm và tàu tuần dương dưới quyền Phó đô đốc Takeo Kurita, gây cho đối phương nhiều thiệt hại hơn chính bản thân họ. Sự hy sinh của Johnston và của đơn vị đặc nhiệm tàu sân bay hộ tống "Taffy 3" đã giải cứu lực lượng đổ bộ Đệ Thất hạm đội khỏi thảm họa bị tiêu diệt. Do thành tích phục vụ, nó được tặng thưởng danh hiệu Đơn vị Tuyên dương Tổng thống cùng sáu Ngôi sao Chiến trận trong Thế Chiến II.

## Thiết kế và chế tạo
Johnston được đặt lườn tại xưởng tàu của hãng Seattle-Tacoma Shipbuilding Corporation ở Seattle, Washington vào ngày 6 tháng 5 năm 1942. Nó được hạ thủy vào ngày 25 tháng 3 năm 1943; được đỡ đầu bởi bà Marie S. Klinger, cháu gái Trung úy Johnston; và nhập biên chế vào ngày 27 tháng 10 năm 1943 dưới quyền chỉ huy của Hạm trưởng, Thiếu tá Hải quân Ernest E. Evans.

## Lịch sử hoạt động

### Trung tâm và Nam Thái Bình Dương
Trong chiến dịch quần đảo Marshall, Johnston đã bắn phá các bãi biển tại Kwajalein vào ngày 1 tháng 2 năm 1944, cũng như một đợt bắn phá kéo dài năm ngày xuống từ ngày 17 đến ngày 22 tháng 2. Nó đã hỗ trợ trực tiếp cho lực lượng tấn công tại đây, phá hủy nhiều công sự phòng thủ đối phương. Trên đường đi làm nhiệm vụ tuần tra tại khu vực quần đảo Solomon vào ngày 28 tháng 3, nó bắn phá đảo san hô Kapingamarangi thuộc quần đảo Caroline, phá hủy một đài quan sát và nhiều lô cốt cùng các công trình khác. Hai ngày sau, nó đi đến khu vực cửa sông Maririca về phía Đông Nam vịnh Nữ hoàng Augusta, Bougainville thuộc quần đảo Solomon. Sau khi bắn phá khu vực, nó đảm nhiệm tuần tra chống tàu ngầm ngoài khơi Bougainville. Đang khi làm nhiệm vụ này, vào ngày 15 tháng 5, nó đã tấn công bằng mìn sâu và đánh chìm được tàu ngầm Nhật I-176.
Sau ba tháng tuần tra tại khu vực quần đảo Solomon, Johnston lên đường đi đến quần đảo Marshall để chuẩn bị cho việc tấn công và chiếm đóng Guam thuộc quần đảo Mariana. Vào ngày 21 tháng 7, nó hợp cùng thiết giáp hạm Pennsylvania, chiến hạm kỳ cựu sống sót qua cuộc Tấn công Trân Châu Cảng, để bắn phá Guam; chiếc tàu khu trục đã bắn hơn 4.000 quả đạn pháo cho đến ngày 29 tháng 7, phá hủy các khẩu đội pháo 4 in (100 mm) phòng thủ duyên hải, công sự phòng ngự và trại binh đối phương. Sau đó, nó bảo vệ cho các tàu sân bay hộ tống làm nhiệm vụ hỗ trợ trên không cho việc tấn công và chiếm đóng Peleliu.

### Philippines
Sau một thời gian chờ đợi kéo dài, cuối cùng Đại tướng Douglas MacArthur cũng thực hiện được lời hứa sẽ quay trở lại Philippines. Được tiếp liệu tại cảng Seeadler thuộc quần đảo Admiralty, Johnston khởi hành vào ngày 12 tháng 10 để bảo vệ cho các tàu sân bay hộ tống nhằm duy trì ưu thế trên không ở khu vực phía Đông đảo Leyte và vịnh Leyte, càn quét các sân bay tại chỗ đối phương cũng như hỗ trợ trực tiếp cho binh lính tại các bãi đổ bộ vào ngày 20 tháng 10, thậm chí tiêu diệt các tàu vận chuyển và tiếp liệu đối phương đang trên đường đến Leyte. Chiếc tàu khu trục hoạt động cùng Đơn vị Đặc nhiệm tàu sân bay hộ tống 77.4.3, với mã gọi tắt là "Taffy 3", bao gồm Fanshaw Bay, soái hạm của Chuẩn đô đốc Clifton Sprague, năm tàu sân bay hộ tống khác, ba tàu khu trục kể cả chính Johnston, và bốn tàu khu trục hộ tống. "Taffy 3" là một trong số ba đơn vị trực thuộc Đội đặc nhiệm 77.4 dưới quyền Chuẩn đô đốc Thomas L. Sprague, lần lượt được đặt tên là "Taffy 1", "Taffy 2"và "Taffy 3".

#### Trận chiến của Taffy 3
Sáng ngày 23 tháng 10, tàu ngầm Hoa Kỳ phát hiện và tấn công các đơn vị của hạm đội Nhật Bản xuất phát từ Biển Đông, đang hướng về các bãi đổ bộ ở Leyte. Nhóm các thiết giáp hạm, tàu tuần dương và tàu khu trục thuộc Lực lượng phía Nam Nhật Bản, do Phó đô đốc Shoji Nishimura chỉ huy, đã bị lực lượng dưới quyền Chuẩn đô đốc Jesse Oldendorf tiêu diệt khi chúng tìm cách xâm nhập vào vịnh Leyte ngang qua eo biển Surigao trong đêm 24-25 tháng 10. Lực lượng Trung tâm Nhật Bản hùng mạnh hơn, dưới quyền chỉ huy của Phó đô đốc Takeo Kurita, đã bị máy bay từ tàu sân bay của Đô đốc William Halsey tấn công liên tục, và được cho là đã quay đầu khỏi eo biển San Bernardino. Đô đốc Halsey sau đó vượt lên phía Bắc cùng lực lượng tàu sân bay và thiết giáp hạm của mình để tấn công Lực lượng phía Bắc Nhật Bản, một lực lượng nghi binh gồm những tàu sân bay còn rất ít máy bay, trong Trận chiến mũi Engaño. Điều này đã khiến Johnston cùng đơn vị đặc nhiệm tàu sân bay hộ tống nhỏ bé của nó trở thành những lính gác đơn độc phía Bắc vịnh Leyte, về phía Đông Samar và ngoài khơi eo San Bernardino.
Cuối cùng đô đốc Kurita cũng quay mũi lực lượng của mình một lần nữa, và đến sáng ngày 25 tháng 10, Lực lượng Trung tâm Nhật Bản tiến ra khỏi eo biển San Bernardino, đi vào biển Philippine và hướng về phía vịnh Leyte. Chúng đi dọc theo bờ biển Samar, hướng thẳng về phía đơn vị đặc nhiệm của Johnstonvà các bãi đổ bộ tại Leyte, hy vọng có thể tiêu diệt tàu bè đổ bộ và binh lính trên bờ.
Một trong những phi công tuần tra cất cánh ngay sau bình minh đã gửi báo động về việc Lực lượng Trung tâm Nhật Bản đang tiếp cận. Hướng thẳng về phía Johnston là bốn thiết giáp hạm, bao gồm chiếc Yamato lớn nhất thế giới, tám tàu tuần dương (sáu hạng nặng và hai hạng nhẹ) cùng 11 tàu khu trục. Sĩ quan tác xạ của Johnston, Đại úy Hải quân Robert C. Hagen, sau này kể lại: "Chúng tôi có cảm giác giống như David không có cả cái ná". Trong vòng không đầy một phút, Johnston chạy zig-zag giữa sáu chiếc tàu sân bay hộ tống và hạm đội Nhật Bản, thả một màn khói ngụy trang rộng hơn 2.500 yd (2.300 m) để che giấu các tàu sân bay khỏi các pháo thủ đối phương. "Ngay khi chúng tôi bắt đầu thả khói, phía Nhật Bản bắt đầu bắn pháo vào chúng tôi. Chúng tôi phải len lỏi giữa những phát đạn pháo... Chúng tôi là chiếc đầu tiên thả màn khói, chiếc đầu tiên khai hỏa, chiếc đầu tiên tấn công bằng ngư lôi..."
Trong 20 phút đầu tiên, Johnston không thể bắn trả do hải pháo hạng nặng của tàu tuần dương và thiết giáp hạm đối phương vượt xa về tầm bắn so với các khẩu 5 in (130 mm)/38 caliber của nó. Không chờ đợi mệnh lệnh, Thiếu tá Hạm trưởng Evans tách khỏi đội hình chuyển sang tấn công khi ra lệnh cho Johnston tiến thẳng nhanh về phía đối phương: một hàng bảy tàu khu trục, rồi đến một tàu tuần dương hạng nhẹ và ba tàu tuần dương hạng nặng, và cuối cùng là bốn thiết giáp hạm. Về phía Đông xuất hiện thêm ba tàu tuần dương nữa và nhiều tàu khu trục đối phương.
Ngay khi khoảng cách rút ngắn còn trong vòng 10 nmi (19 km), Johnston khai hỏa vào tàu tuần dương hạng nặng Kumano, con tàu ở gần nhất, ghi nhiều phát bắn trúng đích gây hư hại cho đối phương. Trong năm phút tiếp cận để rút ngắn khoảng cách xuống tầm bắn của ngư lôi, nó bắn trên 200 quả đạn pháo nhắm vào đối phương, rồi tung ra đợt tấn công bằng ngư lôi dưới sự chỉ huy của sĩ quan ngư lôi, Đại úy Jack K. Bechdel. Sau khi phóng hết mười quả ngư lôi, nó rút lui dưới sự che chở của một màn khói ngụy trang; và khi nó ló ra khỏi đám khói một phút sau đó, Kumano đã bốc cháy dữ dội do trúng ngư lôi, mũi tàu hoàn toàn bị phá hủy, và bị buộc phải rút lui. Vào lúc này, Johnston trúng ba quả đạn pháo 14 in (360 mm) từ thiết giáp hạm Kongō, tiếp nối bởi ba quả đạn pháo 6 in (150 mm) có thể từ một tàu tuần dương hạng nhẹ hay của Yamato, vốn đã bắn trúng cầu tàu. Cú bắn trúng đã khiến mất điện cho động cơ điều khiển bánh lái và điện vận hành ba khẩu pháo 5-inch phía đuôi tàu, và khiến con quay la bàn không hoạt động.
Một cơn mưa giông tầm thấp xuất hiện, và Johnston đã lợi dụng để ẩn nấp trong một vài phút, trong khi thủy thủ đoàn ra sức sửa chữa khẩn cấp và cứu hộ. Thiếu tá Evans, người bị mất hai ngón tay bên tay phải do mảnh đạn pháo, bỏ cầu tàu và di chuyển về cột bẻ lái phía đuôi để điều khiển con tàu. Đến 07 giờ 50 phút, đô đốc Sprague ra lệnh cho các tàu khu trục tấn công bằng ngư lôi. Không thể giữ đội hình do bị hư hại động cơ đồng thời đã tiêu phí hết số ngư lôi mang theo, Johnston dù sao vẫn hỗ trợ hỏa lực cho các tàu khu trục khác. Khi di chuyển ra khỏi màn khói, nó suýt va chạm với tàu khu trục đồng đội Heermann. Đến 08 giờ 20 phút, nó trông thấy một thiết giáp hạm lớp Kongō chỉ ở khoảng cách 7.000 yd (6.400 m), ló ra khỏi một đám khói. Nó nổ súng, ghi được nhiều phát trúng vào cấu trúc thượng tầng của con tàu lớn hơn nhiều; hỏa lực bắn trả của chiếc thiết giáp hạm đều bị trượt.
Không lâu sau Johnston trông thấy Gambier Bay (CVE-73) phải chịu đựng hỏa lực từ một tàu tuần dương đối phương, nên đã đối đầu với chiếc tàu tuần dương nhằm lôi kéo hỏa lực đối phương khỏi chiếc tàu sân bay. Nó ghi được bốn phát bắn trúng vào đối thủ, rồi tách ra khi thấy hải đội khu trục Nhật Bản đang áp sát các tàu sân bay hộ tống Hoa Kỳ. Nó đối đầu với chiếc tàu khu trục đối phương dẫn đầu cho đến khi nó rút lui, rồi chiếc thứ hai cho đến khi phần còn lại của đối phương rút ra khỏi tầm pháo để phóng ngư lôi, nhưng tất cả đều trượt. Tuy nhiên sự may mắn của Johnston không còn; nó chịu đựng hỏa lực từ nhiều tàu đối phương, và vào lúc cần đến nhất, động cơ còn lại của nó bị hỏng khiến nó chết đứng giữa biển.
Giữa trận chiến, một thiết giáp hạm Nhật Bản, chiếc Kongō, bắn hai quả đạn pháo từ dàn pháo chính nhắm vào Johnston, một phát xuyên thủng lớp vỏ giáp mỏng của chiếc tàu khu trục, làm thủng một lổ trong phòng động cơ, làm tốc độ bị giảm còn một nửa. Các tàu đối phương tiếp cận và dội pháo xuống con tàu đã bị hư hại. Một phát đạn bắn trúng trực tiếp đã loại bỏ một khẩu pháo phía trước và gây hư hại cho khẩu pháo kia; cầu tàu không thể sử dụng do đám cháy và vụ nổ bởi một phát bắn trúng kho đạn 40 mm. Trung tá Evans chuyển sang chỉ huy từ phía đuôi tàu, ra mệnh lệnh bằng miệng qua một cửa nắp mở đến thủy thủ vận hành bánh lái bằng tay. Thủy thủ trên tàu khu trục hộ tống Samuel B. Roberts (DE-413) trông thấy Evans ở phía đuôi tàu, tự hỏi đó có phải là hạm trưởng đang vẩy tay chào họ, không biết rằng đó là bàn tay duy nhất nguyên vẹn của ông.
Các khẩu pháo dần dần bắn hết đạn, rồi đến 9 giờ 30 phút con tàu chết đứng giữa biển, bị các tàu đối phương vây quanh và nả pháo từ mọi hướng. Con tàu bị mất điện toàn bộ và đến 9 giờ 45  phút Hạm trưởng ra lệnh bỏ tàu. Johnston lật nghiêng và bắt đầu đắm lúc 10 giờ 10 phút, ở tọa độ 11°46′B 126°9′Đ / 11,767°B 126,15°Đ; một tàu khu trục Nhật tiếp cận ở khoảng cách  1.000 yd (910 m), bắn những phát sau cùng để kết liễu. Một người sống sót chứng kiến hạm trưởng người Nhật giơ tay chào khi nó đắm, xem nó là một đối thủ đầy vinh dự. Trong số 327 sĩ quan và thủy thủ của Johnston, chỉ có 141 người được cứu vớt. Trong số 186 người thiệt mạng, khoảng 50 người đã tử trận ngay trên tàu, 45 người qua đời sau đó do thương tích trên các bè cứu sinh, và 92 người khác bao gồm Trung tá Evans đã nhảy xuống nước khi con tàu đắm, nhưng không được tìm thấy.

### Diễn biến tiếp theo
Hoel (DD-533) và Samuel B. Roberts (DE-413) cũng đã hy sinh trong trận này để cứu các tàu sân bay hộ tống và bảo vệ cho lực lượng đổ bộ tại Leyte. Hai tàu tuần dương hạng nặng Nhật Bản bị đánh chìm do hỏa lực kết hợp từ hải pháo và không kích. Đô đốc Sprague bị bất ngờ khi toàn bộ Lực lượng Trung tâm Nhật Bản quay mũi rút lui. Vào lúc này, máy bay của "Taffy 2" và Taffy 1" cùng mọi đơn vị khác của hạm đội đã đi đến trợ giúp cho "Taffy 3", nhưng chính  và đơn vị tàu sân bay hộ tống nhỏ bé của nó đã ngăn chặn được lực lượng hùng mạnh của Kurita trong Trận chiến ngoài khơi Samar, gây cho đối phương nhiều thiệt hại hơn chính bản thân họ.

## Phần thưởng
Johnston được tặng thưởng danh hiệu Đơn vị Tuyên dương Tổng thống như một đơn vị của "Taffy 3" (Đơn vị Đặc nhiệm 77.4.3). Ngoài ra con tàu còn được tặng thưởng sáu Ngôi sao Chiến trận do thành tích phục vụ trong Thế Chiến II.
Hạm trưởng của Johnston, Thiếu tá Hải quân Ernest E. Evans, được truy tặng Huân chương Dũng cảm. USS Evans (DE-1023), một tàu khu trục hộ tống lớp Dealey, được đặt tên theo Thiếu tá Evans; nó hạ thủy năm 1955 và xuất đăng bạ năm 1973.
Chiếc Johnston thứ hai, USS Johnston (DD-821), là một tàu khu trục lớp Gearing hạ thủy vào ngày 10 tháng 10 năm 1945. Vào ngày 27 tháng 2 năm 1981, nó được rút đăng bạ và chuyển cho Trung Hoa dân quốc (Đài Loan), phục vụ cùng Hải quân Trung Hoa dân quốc như là chiếc ROCS Chen Yang, sau đó được xếp lại lớp như một tàu khu trục tên lửa DDG-928. Chen Yang xuất biên chế ngày 16 tháng 12 năm 2003.